# Monbalen
Monbalen település Franciaországban, Lot-et-Garonne megyében. Lakosainak száma 449 fő (2022. január 1.). Monbalen Saint-Antoine-de-Ficalba, Cassignas, Castella, La Croix-Blanche, Hautefage-la-Tour és Laroque-Timbaut községekkel határos.

## Népesség
A település népességének változása:
| Lakosok száma | 297  | 274  | 298  | 449  | 416  | 427  | 421  | 437  | 445  | 449  |
|               | 1968 | 1982 | 1990 | 2006 | 2013 | 2015 | 2017 | 2019 | 2020 | 2022 |